# Stefano Pilia
Stefano Pilia (Genova, 1978) è un chitarrista, contrabbassista e compositore italiano.

## Gli inizi
Stefano Pilia è nato a Genova ma vive e opera nell'area di Bologna sin dal 1995. Inizia a suonare come improvvisatore in una formazione classica, diplomandosi al conservatorio e  approfondisce lo studio dei processi di registrazione e produzione sonora con numerosi strumenti musicali. 
Nel 2002 con Valerio Tricoli e Claudio Rocchetti è tra i fondatori del gruppo 3/4HadBeenEliminated che sperimenta composizione elettroacustica, improvvisazione e musicalità di tipo rock alternativo.

## Collaborazioni
Stefano Pilia porta avanti un percorso di ricerca sonora che negli anni l'ha visto collaborare con gruppi e musicisti in ambiti e con sonorità molto diverse. Suona e compone in duo con Massimo Pupillo e con gli Zu, con il quartetto psichedelico In Zaire, con David Grubbs e Andrea Belfi nel BGP trio, dal 2009 con la formazione Il Sogno del Marinaio assieme a Mike Watt (bassista dei Minutemen) e Paolo Mongardi alla batteria, con ZU93 progetto speciale di Zu con David Tibet, e con la chitarrista Alessandra Novaga. Dal 2008 al 2016 ha fatto parte dei Massimo Volume, dal 2015 è in pianta stabile nella formazione degli Afterhours e dal 2012 è chitarrista della cantante maliana Rokia Traoré.
Collabora e ha collaborato in ambito musicale con artisti come Katia e Marielle Labèque, John Parish, Adrian Uttley, Phill Niblock, Oren Ambarchi, Marina Rosenfeld, Z’ev, Oliver Mann, Mick Turner, Rhys Chatam, Starfuckers, David Maranha, Manuel Mota, Rokia Traorè, Giuseppe Ielasi, Julia Kent, e molti altri.
Ha pubblicato oltre 40 produzioni discografiche su vari supporti con numerose etichette sia in Italia che all'estero.

## Cinema, teatro, installazioni e sonorizzazioni
Stefano Pilia ha partecipato spesso alla realizzazione del suono per produzioni teatrali, reading, film, installazioni e video arte sia dal vivo che con registrazioni, collaborando con artisti quali Gianluigi Toccafondo, Angela Bullock, Zimmerfrei, Nico Vascellari, Edoardo Gabbriellini, Homemovies, Wu Ming, Emidio Clementi.

## Discografia parziale

### Con Valerio Tricoli
- 2003 – Concrete Eloquent (Not On Label)

### ConMedves
- 2004 – Medves (Fringes)

### Con3/4HadBeenEliminated
- 2004 - 3QuartersHadBeenEliminated (Bowindo)
- 2005 - A Year Of The Aural Gauge Operation (Häpna)
- 2007 - Theology (Soleilmoon)
- 2007 - The Religious Experience (Soleilmoon)
- 2010 - Oblivion (Die Schachtel)
- 2016 - Speak to me (Black Truffle)

### ConGlow kids
- 2007 - Our Trip To Metropolis (Not On Label)

### ConBlind Jesus
- 2010 - Blind Jesus (Allquestions)

### ConMassimo Volume
- 2010 – Cattive abitudini
- 2013 – Aspettando i barbari

### Con Paolo Spaccamonti
- 2013 - Frammenti/Stands Behind The Men Behind The Wire Split album (Escape From Today, Brigadisco)

### ConIn Zaire
- 2013 - White Sun Black Sun (Sound Of Cobra/Tannen/Offset)

### Con Rokia Traoré
- 2013 - Beautiful Africa (Ponderosa Music & Art)

### ConIl sogno del marinaio
- 2013 - La busta gialla (Clenchedwrench)
- 2014 - Canto Secondo (Clenchedwrench)

### ConCagna Schiumante
- 2014 - Cagna Schiumante (Tannen)

### Con Andrea Belfi e David Grubbs
- 2010 - Onrushing Cloud (Blue Chopsticks)
- 2014 - Dust & Mirrors

### ConAfterhours
- 2016 – Folfiri o Folfox

### ConImmaginisti
- 2016 – Immaginisti (Tannen)

### Con Oren Ambarchi e Massimo Pupillo
- 2016 – Aithein (Karlrecords)

### ConZu
- 2017 - Jhator
- 2018 - ZU93 Mirror Emperor

### ◉ ╋ ◑ Pilia + Pupillo aka Stefano Pilia & Massimo Pupillo
- 2018 - Dark Night Mother (Consouling Sounds/Offset)
- 2018 - κένωσις (Kenosis) (Soave)

### Con Alberto Boccardi
- 2018 - Bastet (Nashazphone)

### Con John Duncan
- 2021 - Try again

### Con artisti vari
- 2024 – Padre fammi partire! A Tribute to Franco Battiato

### Solista
- 2004 - The I Season (Time-Lag)
- 2005 - Healing Memories And Other Scattering Times (TheLastVisibleDog)
- 2006 - The Suncrows Fall And Tree (Sedimental)
- 2008 - Action Silence Prayers (Die Schachtel)
- 2008 - Last Days (vol. I)
- 2009 - Last Days (vol. II)
- 2009 - Last Days (vol. III)
- 2012 - Strings (Musica Moderna)
- 2015 - Blind Sun New Century Christology (Tannen Records/Sound Of Cobra)
- 2019 - In girum imus nocte et consumimur igni (Die Schachtel)
- 2022 - Spiralis Aurea
- 2025 - Lacinia